# Limnichoderus curtulus
Limnichoderus curtulus är en skalbaggsart som beskrevs av Sharp 1902. Limnichoderus curtulus ingår i släktet Limnichoderus och familjen lerstrandbaggar. Inga underarter finns listade i Catalogue of Life.